# پرستوی طلایی (فیلم ۱۹۶۸)
پرستوی طلایی (انگلیسی: Golden Swallow) عنوان فیلمی رزمی از استودیو برادران شاو به کارگردانی چانگ چه محصول ۱۹۶۸ میلادی - هنگ کنگ است. این فیلم دنباله‌‌ فیلم بیا با من بنوش می‌باشد.

## داستان
پرستوی طلایی زمانی که شخصیتی از گذشته اسرارآمیزش دست به کشتار می‌زند و در عین حال شواهدی را به جا می‌گذارد که او را مسئول می‌داند، مجبور به خشونت می‌شود. پرستوی طلایی با یک مثلث عشقی درگیر می‌شود که شامل یک شمشیرزن دیوانه، اما درستکار به نام سیمرغ نقره‌ای و یک جنگجوی مهربان به نام هان تائوی چوب‌دست‌ طلایی می‌باشد... 

## بازیگران
- چنگ پی-پی در نقش پرستوی طلایی
- جیمی وانگ یو در نقش سیمرغ نقره‌ای
- لو لیه در نقش هان تائوی چوب دست طلایی
- چائو هسین ین در نقش می نیانگ
- وو ما در نقش روباه پرنده
- یونگ چی هینگ در نقش اژدهای سمی
- هو بان در نقش رئیس گروه اژدهای طلایی
- دیوید چیانگ در نقش منشی فاحشه خانه

## تولید
کارگردان چانگ چه اظهار داشت که برای پرستوی طلایی، پس‌زمینه تاریخی فیلم را نادیده گرفت تا به داستان آزادی خلاقانه‌تری بدهد. چانگ چه اولین باری بود که برای نوشتن فیلمنامه با نی کوانگ شریک شد. چه گفت که «نی به سرعت تکنیک‌های فیلمنامه نویسی را به کار گرفت - مشت شکست ناپذیر (۱۹۶۹) به سادگی اثری استادانه توسط یک نویسنده با استعداد بود! مجموعه شخصیت‌ها هر کدام به وضوح به تصویر کشیده شدند و فیلمنامه چهار فصل را با حساسیتی که به ندرت در زبان چینی یافت می‌شود به تصویر می کشید. من همچنین داستان فرعی عاشقانه پرستو طلایی را که بر رابطه عشقی مثلثی بین جیمی وانگ یو، لو لیه و چنگ پی پی متمرکز بود را تقویت کردم. برادران شاو قصد داشتند فیلمنامه را بر اساس شخصیت پرستوی طلایی در بیا با من بنوش اثر کینگ هو بنا کنند. پس از چندین بار بازنویسی فیلمنامه، شخصیت‌ها شباهت کمی به شخصیت‌های اصلی آن فیلم پیدا کردند.» چانگ همچنین اظهار داشت که در آن دوره از سینمای ژاپن تأثیر می‌گرفت و تصمیم گرفت فیلم را به طور کامل در ژاپن فیلمبرداری کند.

## انتشار
پرستوی طلایی در ۴ آوریل ۱۹۶۸ در هنگ کنگ توزیع شد. این فیلم جزو ده فیلم پرفروش ماندارین در سال ۱۹۶۸ بود.